# Sophie Edington
Pour les articles homonymes, voir Edington.
Sophie Edington, née le 12 décembre 1984 à Loxton (Australie-Méridionale), est une nageuse australienne.
Elle a remporté deux médailles d'or aux championnats du monde de natation 2005 à Montréal.

## Palmarès

### Championnats du monde de natation

#### Championnats du monde de natation grand bassin
- Championnats du monde de natation 2005 à Montréal
  -  Médaille d'or du relais 4 × 100 mètres 4 nages
  -  Médaille d'or du relais 4 × 100 mètres nage libre

#### Championnats du monde de natation petit bassin
- Championnats du monde de natation en petit bassin 2004 à Indianapolis
  -  Médaille d'or du relais 4 × 100 mètres 4 nages
  -  Médaille de bronze du relais 4 × 100 mètres nage libre
  -  Médaille de bronze sur 100 mètres dos
  -  Médaille de bronze sur 50 mètres dos

- Championnats du monde de natation en petit bassin 2006 à Shanghai
  -  Médaille d'or du relais 4 × 100 mètres 4 nages
  -  Médaille d'or du relais 4 × 100 mètres nage libre

### Jeux du Commonwealth
- Jeux du Commonwealth de 2006 à Melbourne
  -  Médaille d'or du relais 4 × 100 mètres 4 nages
  -  Médaille d'or sur 100 mètres dos
  -  Médaille d'or sur 50 mètres dos

## Records
- 23 mars 2008 : 50 mètres dos aux championnats d'Australie avec un temps de 27.67 secondes (record du monde).